# The Glitch Mob
The Glitch Mob (в переводе с англ. — «Толпа глюков») — американский музыкальный коллектив, образованный в 2006 году и исполняющий электронную музыку. Основан в Лос-Анджелесе Эдвардом Ма, Джастином Боретой, Джошом Майером и Мэтью Крэтцом. В 2009 году состав группы сократился до трио — Мэтью Крэтц покинул The Glitch Mob.
Первоначально коллектив занимался гастрольной деятельностью и созданием ремиксов. Однако The Glitch Mob довольно быстро были замечены публикой из-за необычного звучания и новаторской техники создания своей музыки. На данный момент группа выпустила четыре полноформатных студийных альбома, Drink the Sea (2010), Love Death Immortality (2014), See Without Eyes (2018) и Ctrl Alt Reality (2022). Второй альбом лидировал в хит-параде Dance/Electronic Albums и независимом чарте США.

## История группы

### Начало деятельности (2006—2009)

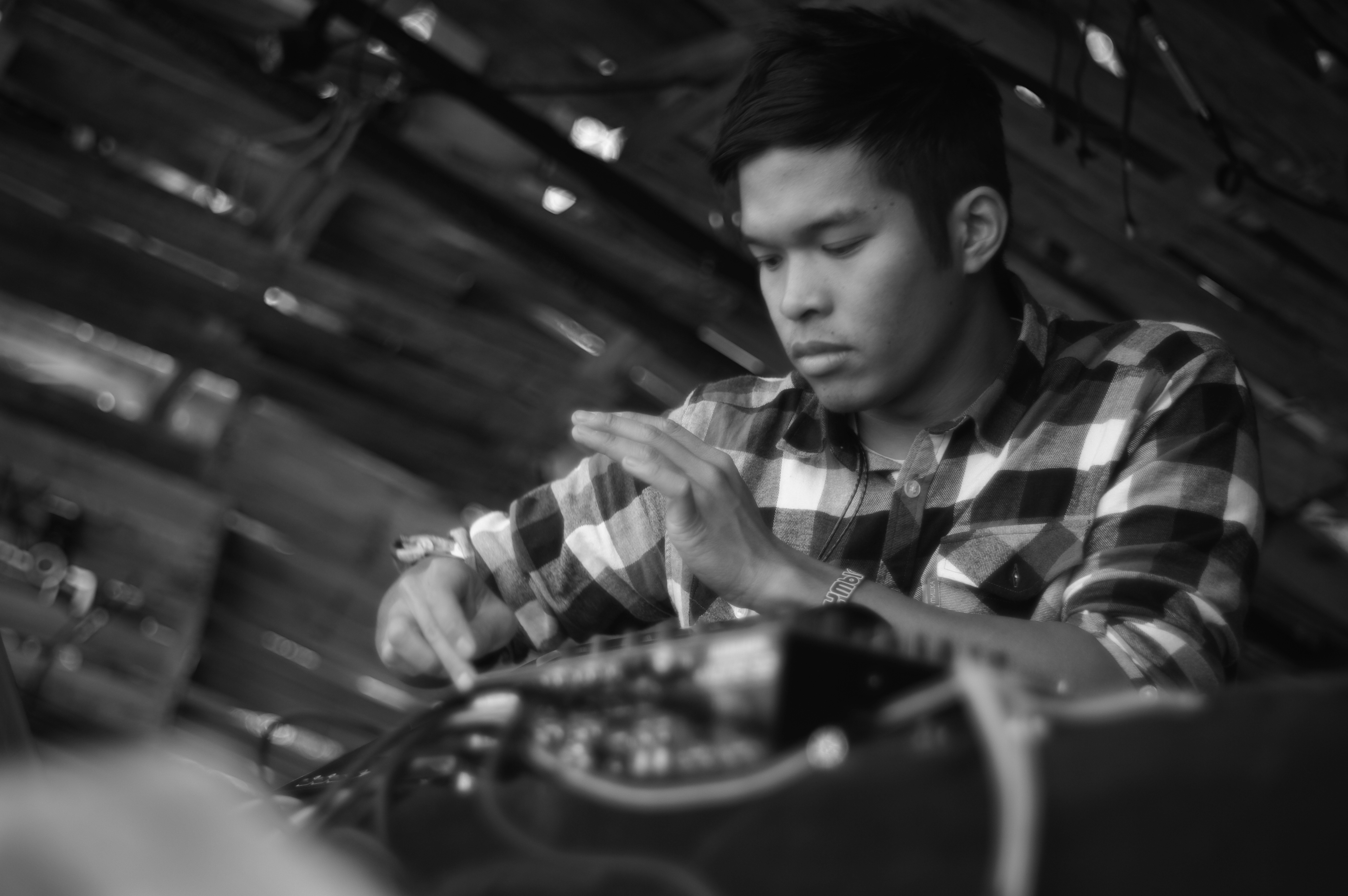
Один из основателей группы Эдвард Ма

Проект The Glitch Mob был основан четырьмя музыкантами: Эдвардом Ма, Джастином Боретой, Джошом Майером и Мэтью Крэтцом, выступающими под псевдонимами edIT, Boreta, Ooah и Kraddy соответственно. В этом составе коллектив начал вести активную концертную деятельность. Группа привлекла внимание общественности и СМИ, прежде всего за счёт своего необычного музыкального стиля, вдохновлённого IDM и европейской брейкбит-сценой. Интерес к новому коллективу также подогревался и из-за подхода к созданию музыки; во время своих выступлений The Glitch Mob использовали преимущественно мультитач-устройства Lemur Input Device, MIDI-контроллеры и ноутбуки.
После серии удачных концертов в Лос-Анджелесе и Сан-Франциско группа начала гастроли вдоль всего Западного побережья. Параллельно с этим музыканты занимались созданием ремиксов для других исполнителей и выпуском микстейпов.
Весной 2009 года, ссылаясь на «творческие разногласия» и с целью начать сольную карьеру, The Glitch Mob покинул Мэтью Крэтц. С этого времени коллектив официально оформился как трио.

### Drink the Sea(2009—2012)

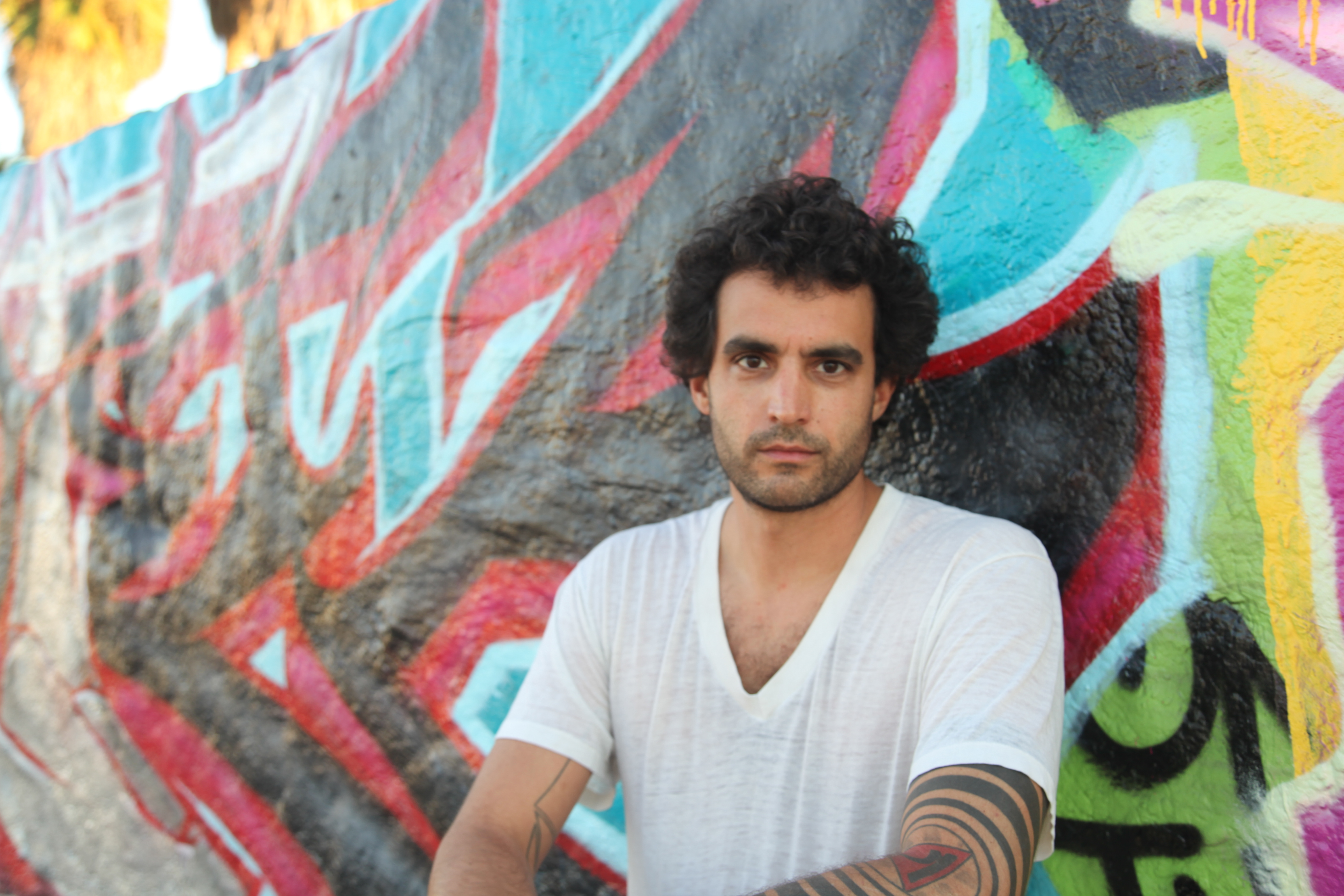
Мэтью Крэтц, участник The Glitch Mob до 2009 года

Осенью 2009 года The Glitch Mob приступили к записи дебютного студийного альбома. О процессе работы над материалом Джастин Борета рассказал следующее:
Мы по-настоящему решили посвятить себя музыке. Нам пришлось жертвовать личной жизнью в течение девяти месяцев, чтобы записать его [альбом], и мы приняли решение не побояться выпустить его. Это послужило для нас чем-то вроде катарсиса.
Оригинальный текст (англ.)We really allowed us to put ourselves into this music. We were all going through personal stuff over the nine months we took to write this, and we decided not to be scared to put that in there. It served a cathartic purpose for us.
25 мая 2010 года альбом под названием Drink the Sea поступил в продажу. Распространением диска занимался лейбл Glass Air Records, основанный самими участниками The Glitch Mob. Пластинка продемонстрировала все стилистические особенности группы. Однако музыкальные обозреватели восприняли альбом неоднозначно. Так, например, редактор PopMatters Дилан Нельсон, подводя итог своей рецензии к диску, подметил, что Drink the Sea «содержит много плохо реализованных идей». В то же время Крис Мартинс из LA Weekly остался убеждён, что «The Glitch Mob, безусловно, нашли свою аудиторию…». Drink the Sea дебютировал на 15-й строчке чарта Dance/Electronic Albums с проданным тиражом 1000 экземпляров за первую неделю. Также пластинка достигла лидирующей позиции в iTunes-чарте и 57-го места в музыкальном марафоне CMJ Holdings Топ-200 в категории «College Radio». Вышедший в поддержку Drink the Sea цифровой сингл «Drive It Like You Stole It» вошёл в список самых скачиваемых песен 2010 года по версии журнала XLR8R. Росту популярности группы способствовал и последовавший после релиза пластинки концертный тур. Часть собранных средств с выступлений музыканты направили на благотворительные цели.
В 2011 году выпущен состоящий из двух частей ремиксовый альбом Drink The Sea: The Remixes, на котором были представлены интерпретации композиций Drink the Sea от различных музыкантов и диджеев. В свою очередь, The Glitch Mob работали над ремиксами для Daft Punk, The Prodigy, Linkin Park, The White Stripes и других исполнителей.

### Love Death Immortality(2013—2015)

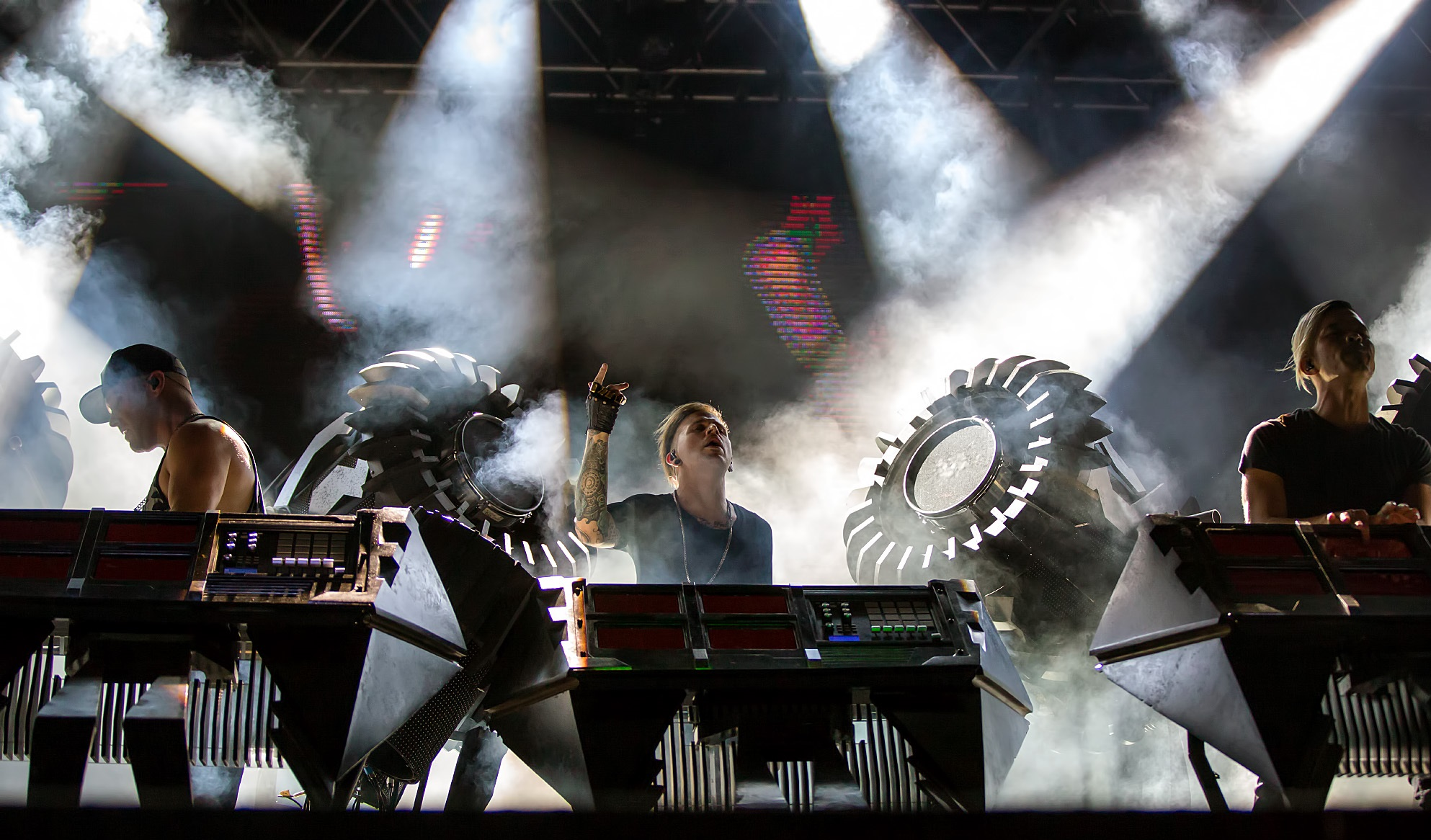
The Glitch Mob на фестивале Austin City Limits, Техас, 2014

В конце 2013 года музыканты анонсировали второй студийный альбом. 18 декабря на официальной странице группы в Facebook состоялась премьера сингла «Can’t Kill Us». Он выпущен в цифровом варианте; за первую неделю «Can’t Kill Us» был скачан 17 тысяч раз, обеспечив тем самым 24-е место в хит-параде Hot Dance/Electronic Digital Songs. Вскоре было объявлено название пластинки, Love Death Immortality, и предварительная дата релиза. Также была опубликована обложка диска.
7 февраля 2014 года появилась возможность бесплатного прослушивания композиций альбома в Интернете, а 11 февраля Love Death Immortality официально поступил в продажу. Альбом дебютировал на 1-й строчке танцевального чарта США и Independent Albums; в Billboard 200 Love Death Immortality занял 13-е место. Пластинка также зарегистрирована и в канадском чарте, где расположилась на 23-й позиции. В целом, Love Death Immortality оказался успешнее предшественника; по данным на июнь 2014 года в США альбом был распродан общим тиражом 40,000 копий. Реакция музыкальных критиков на пластинку была смешанной. Дэвид Джефрис, обозреватель Allmusic, положительно воспринял обновлённое звучание The Glitch Mob, представленное на альбоме. Между тем, Даниэль Джанота из Consequence of Sound посчитала звук Love Death Immortality слишком перенасыщенным.
В поддержку альбома музыканты организовали масштабное мировое турне, в ходе которого The Glitch Mob приняли участие в нескольких музыкальных фестивалях, в том числе Lollapalooza. Кроме того, группа впервые выступила в России: концерты прошли в Санкт-Петербурге, Москве и Екатеринбурге.
24 февраля 2015 года состоялся релиз очередного ремиксового альбома Love Death Immortality Remixes, в который вошёл переработанный материал Love Death Immortality. На официальном сайте группы также сообщается о предстоящих концертах, запланированных на май и июнь 2015.

## Музыкальная характеристика
Творчество The Glitch Mob охватывает весьма широкий жанровый диапазон. Критики и музыкальные эксперты, описывая стиль группы, чаще всего применяют термин глитч или «глитч-хоп», и нередко относят к IDM. Вдобавок Лили Борджай из LA Weekly по отношению к The Glitch Mob употребила понятие «синт-хеви».
В стилистике коллектива отчётливо прослеживаются элементы индастриала, хип-хопа, техно, электро, нойза, брейкбита, драм-н-бейса, психоделии и рока с активным использованием ломаных ритмов, сложной звуковой структуры, низких частот для достижения более мрачного и «зловещего» звучания. Кроме того, на втором студийном альбоме The Glitch Mob Love Death Immortality был сделан больший акцент на танцевальной электронной музыке, дабстепе и бростепе.
Журналисты зачастую отмечают явное влияние Aphex Twin, Autechre, Nine Inch Nails, Depeche Mode, The Prodigy, Portishead и Massive Attack на музыку The Glitch Mob. По признанию самих музыкантов, при записи материала они пытались использовать такие технические приёмы, чтобы добиться атмосферности звучания Pink Floyd.

## Участники группы
Текущий состав
- edIT[англ.] (Эдвард Ма) — синтезаторы; контроллеры (Lemur Input Device[англ.], M-Audio Trigger Finger и Akai MPD24); барабаны (Roland V-Drums[англ.]); MIDI-клавиатуры (M-Audio Oxygen 49 и Novation 49)[41] (2006 — настоящее время)
- Boreta (Джастин Борета) — синтезаторы; контроллеры (Lemur Input Device, M-Audio Trigger Finger и Akai MPD24); барабаны (Roland V-Drums); MIDI-клавиатуры (M-Audio Oxygen 49 и Novation 49)[41] (2006 — настоящее время)
- Ooah (Джош Майер) — синтезаторы; контроллеры (Lemur Input Device); барабаны (Roland V-Drums); MIDI-клавиатуры (M-Audio Oxygen 49 и Novation 49)[41] (2006 — настоящее время)

Бывшие участники
- Kraddy[англ.] (Мэтью Крэтц) — клавишные; контроллеры (Lemur Input Device); продюсирование (2006—2009)

## Дискография

### Студийные альбомы
| 2010                                      | Drink the Sea Детали - Дата выхода: 25 мая - Лейбл: Glass Air Records - Форматы: CD, ЦД, 2xLP              | —       | —  | —  | —  | —  | 15 | 39 | — |
| 2014                                      | Love Death Immortality Детали - Дата выхода: 11 февраля - Лейбл: Glass Air Records - Форматы: CD, ЦД, 2xLP | 114/133 | 23 | 34 | 75 | 13 | 1  | —  | 1 |
| 2018                                      | See Without Eyes Детали - Дата выхода: 4 мая - Лейбл: Glass Air Records - Форматы: CD, ЦД, 2xLP            | —       | —  | —  | —  | —  | —  | —  | — |
| 2022                                      | Ctrl Alt Reality Детали - Дата выхода: 18 ноября - Лейбл: Glass Air Records - Форматы: CD, ЦД              | —       | —  | —  | —  | —  | —  | —  | — |
| «—» означает, что альбом не попал в чарт. | |         |    |    |    |    |    |    |   |

### Синглы
| 2009                                     | «Episode 8» (совместно с D-Styles)           | —  | —  | Неальбомные синглы     |
| 2009                                     | «Black Aura» (совместно с Theophilus London) | —  | —  | Неальбомные синглы     |
| 2010                                     | «Beyond Monday»                              | —  | —  | Drink the Sea          |
| 2010                                     | «Drive It Like You Stole It»                 | —  | —  | Drink the Sea          |
| 2011                                     | «We Can Make the World Stop»                 | —  | —  | Drink the Sea          |
| 2013                                     | «Can’t Kill Us»                              | 19 | 11 | Love Death Immortality |
| «—» означает, что сингл не попал в чарт. |                                              |    |    |                        |

| Год  | Альбом |
| ---- | --- |
| 2009 | Crush Mode Детали - Дата выхода: 2 января - Лейбл: самиздат - Форматы: CD, ЦД                                   |
| 2010 | Drink The Sea, Part 2: The Mixtape Детали - Дата выхода: 18 августа - Лейбл: самиздат - Форматы: ЦД             |
| 2011 | More Voltage Детали - Дата выхода: январь - Лейбл: Glass Air Records - Форматы: CD, ЦД                          |
| 2011 | Drink The Sea: The Remixes Vol. 1 Детали - Дата выхода: 12 января - Лейбл: Glass Air Records - Форматы: CD, ЦД  |
| 2011 | Drink The Sea: The Remixes Vol. 2 Детали - Дата выхода: 14 февраля - Лейбл: Glass Air Records - Форматы: CD, ЦД |
| 2015 | Love Death Immortality Remixes Детали - Дата выхода: 24 февраля - Лейбл: Glass Air Records - Форматы: CD, ЦД    |

| Год  | Исполнитель и песня                     |
| ---- | --------------------------------------- |
| 2008 | Matty G — «West Coast Rocks»            |
| 2008 | Evil Nine — «All the Cash»              |
| 2008 | Coheed and Cambria — «Feathers»         |
| 2008 | STS9 — «Beyond Right Now»               |
| 2009 | TV on the Radio — «Red Dress»           |
| 2009 | Nalepa — «Monday»                       |
| 2010 | Linkin Park — «Waiting for the End»     |
| 2010 | Krazy Baldhead — «The 4th Movement»     |
| 2011 | Daft Punk — «Derezzed»                  |
| 2011 | The White Stripes — «Seven Nation Army» |
| 2012 | Bassnectar — «Heads Up»                 |
| 2012 | The Prodigy — «Breathe»                 |

### Видеоклипы
| Год  | Песня                        |
| ---- | ---------------------------- |
| 2010 | «Beyond Monday»              |
| 2011 | «Between Two Points»         |
| 2011 | «We Can Make the World Stop» |
| 2013 | «Can’t Kill Us»              |
| 2014 | «Becoming Harmonious»        |